# Екатерино-Никольское
Екатери́но-Нико́льское — село в Октябрьском районе Еврейской автономной области, Россия.
Население 1715 человек (перепись 2010 года).

## География и климат
Село расположено на левом берегу Амура в 10 км выше по течению (северо-западнее) районного центра села Амурзет.

В селе Екатерино-Никольское умеренно-холодный климат. Летом часто идёт дождь, а зимой практически нет осадков. По классификации климатов Кёппена — влажный континентальный климат (индекс Dwb) с сухой и очень холодной зимой и тёплым летом.
| Показатель                    | Янв.  | Фев.  | Март  | Апр.  | Май  | Июнь | Июль | Авг. | Сен. | Окт.  | Нояб. | Дек.  | Год   |
| ----------------------------- | ----- | ----- | ----- | ----- | ---- | ---- | ---- | ---- | ---- | ----- | ----- | ----- | ----- |
| Абсолютный максимум, °C       | 1,2   | 8,9   | 19,3  | 29,5  | 34,9 | 38,2 | 39,6 | 37,0 | 31,0 | 27,4  | 16,6  | 3,3   | 39,6  |
| Средний суточный максимум, °C | −13,2 | −7,5  | 1,3   | 12,3  | 20,4 | 24,8 | 27,2 | 25,5 | 20,5 | 11,1  | −2,3  | −12,4 | 8,5   |
| Средняя температура, °C       | −18,8 | −14,3 | −5,2  | 5,2   | 13,1 | 18,4 | 21,6 | 19,9 | 13,7 | 4,7   | −7,5  | −17,5 | 2,4   |
| Средний суточный минимум, °C  | −23,5 | −20,3 | −11,2 | 0,8   | 7,0  | 13,3 | 17,1 | 15,7 | 8,6  | 0,3   | −11,8 | −21,8 | −2,8  |
| Абсолютный минимум, °C        | −40,1 | −36,1 | −31,6 | −16,5 | −4,2 | 1,1  | 7,2  | 4,4  | −5,1 | −16,7 | −30,6 | −38,3 | −40,1 |
| Норма осадков, мм             | 4     | 6     | 9     | 29    | 58   | 97   | 126  | 133  | 78   | 33    | 17    | 10    | 600   |
| Источник: Погода и климат     |       |       |       |       |      |      |      |      |      |       |       |       |       |

## История
Казачья станица Екатерино-Никольская основана в 1858 году в Амурской области около остатков бывшего укрепления. Названа в честь Екатерины Николаевны Муравьёвой — супруги генерал-губернатора, которая сопровождала его в одной из экспедиций на Амур (1855). 
В 1864 году в книге «На Востоке. Поездка на Амур» петербургский литератор С. Максимов описал станицу: «…Станица выглядит приветливо и весело. Не даром ходят слухи, что на этом месте хотят выстроить город. Место счастливое, просторное, весёлое. Крутой и высокий берег Амура (на 6 и на 7 саж.) обеспечивает станицу от могущих быть когда-либо наводнений. Ряд домов тянется по берегу реки; против них картинно и счастливо уцелели довольно толстые и высокие дубы. Вправо от станицы, внизу по Амуру, на крайнем углу поместились дома Амурской Компании; несколько отойдя (сажень около ста) на высоком пригорке заложена церковь…».
Летом 1891 года, проездом из Владивостока в Санкт-Петербург, казачью станицу посетил цесаревич Николай Александрович. В местной церкви, построенной в 1865 году, для него и его спутников был отслужен молебен.
В 1894 году в станице «383 двора, церковь, две школы, станичное правление, два хлебных магазина, 2 соляные стойки, оружейный склад, питейное заведение, три лавки. Жителей 1193 казаков…». По переписи 1894 года жителей в округе насчитывалось 2605, из них 1342 казака пешего батальона, сформированного при заселении Амура.
В начале 1900 годов в станице находились: контора Амурской судоходной компании, почтово-телеграфная станция, первая на Среднем Амуре метеостанция, таможня, пороховой погреб и оружейный арсенал. Над станицей возвышался православный храм, в одном из общественных зданий находилась школа, торговля велась в нескольких лавках и купеческом доме.
По переписи 1923 года численность населения в Екатерино-Никольской превышала 1600 человек, и она была самой крупной станицей между Благовещенском и Хабаровском.
В тридцатых годах XX века в селе располагался крупнейший в области колхоз имени Сталина. В селе имелась почта, телефон, телеграф, радио, больница. К пристани регулярно приставали пароходы. В селе также располагались районная контрольно-семенная станция, зоответучасток, метеостанция.
В 1960-е годы в селе был образован многоотраслевой совхоз «Пограничный», основной отраслью которого стало картофелеводство. В содружестве с ДАЛЬНИИСХом, проводил сортоиспытания, выращивал картофель на семена.
В 1994 году с изменением структуры сельхозотношений, совхоз «Пограничный» был переименован в СХАОЗТ «Екатерино-Никольское». 
В 2008 году в селе насчитывалось 615 дворов, в которых проживало около 2-х тысяч человек.

## Население
| 1869  | 1879  | 1901  | 1917  | 1923  | 1924  | 1926  | 1930  | 1992  |
| ----- | ----- | ----- | ----- | ----- | ----- | ----- | ----- | ----- |
| 933   | ↗936  | ↗1424 | ↗1719 | ↗1764 | ↗1901 | ↗1961 | →1961 | ↗2200 |
| 2002  | 2010  |       |       |       |       |       |       |       |
| ↘1975 | ↘1715 |       |       |       |       |       |       |       |

## Инфраструктура
- Детский сад
- Средняя общеобразовательная школа
- Дом культуры
- Музей, в котором находятся несколько десятков экспонатов, в основном предметы сельского быта.
- Несколько крестьянско-фермерских хозяйств
- Животноводческий комплекс
- Эрологическая станция. Открыта в 1890 году как метеостанция второго разряда. Является одним из старейших учреждений службы погоды на Дальнем Востоке
- Сортоиспытательный участок

## Памятники
В центре села в 1967 году установлен обелиск, в память о жителях села, не вернувшихся с поля сражений в годы Великой Отечественной войны. В парке неподалёку от обелиска, находится могила воинов-пограничников Яшина и Чиркова, павших смертью храбрых.